# Bathypallenopsis richeri
Bathypallenopsis richeri is een zeespin uit de familie Pallenopsidae. De soort behoort tot het geslacht Bathypallenopsis. Bathypallenopsis richeri werd in 2000 voor het eerst wetenschappelijk beschreven door Bamber. 